# Zinaïda Serebriakova

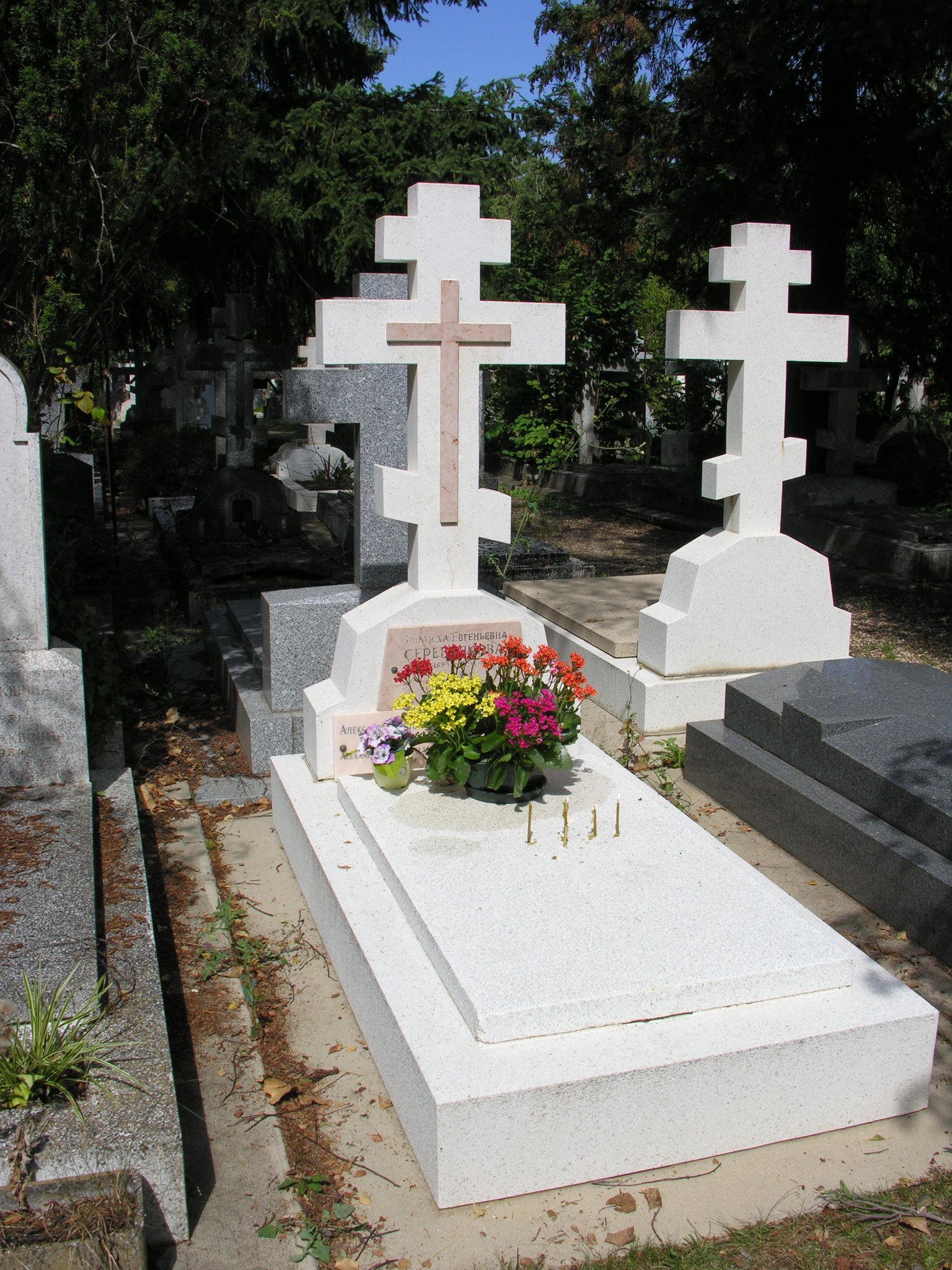
Vue de la sépulture.

Zinaïda Evguenievna Serebriakova (en russe : Зинаи́да Евге́ньевна Серебряко́ва ; en ukrainien : Зінаї́да Євге́нівна Серебряко́ва), née Zénaïde Lanceray le 28 novembre 1884 (10 décembre dans le calendrier grégorien) à Neskoutchnoyé près de Kharkiv (aujourd'hui Neskoutchne en Ukraine) et morte le 19 septembre 1967 à Paris 14e, est une artiste peintre russe naturalisée française en 1947. Son nom de naissance, d'origine française Lanceray, se transcrit parfois directement du russe en Lansere (Лансере). 

## Biographie
Née en 1884, Zinaïda Serebriakova vécut dans la propriété familiale de Neskoutchnoïe (littéralement Sans-Souci), près de Kharkiv, aujourd'hui en Ukraine. 
Les Lanceray, d'ancienne famille d'origine française, étaient alliés aux Benois, célèbre dynastie d'artistes russes émigrée de France au XVIIIe siècle. Son grand-père maternel était l'architecte Nicolas Benois, son oncle maternel le peintre Alexandre Benois, fondateur du Mir Iskousstva. Sa mère, née Benois, dessinait avec adresse et son père Eugène était sculpteur. Ses frères étaient aussi doués : Eugène Lanceray fut un sculpteur, peintre et graphiste de talent et Nikolaï Lanceray un architecte reconnu.
Après être sortie du lycée féminin en 1900, elle entra à l'école d'art fondée par la princesse Maria Tenicheva, dont la propriété à Talachkino était un rendez-vous d'artistes, et fut l'élève d'Ilia Répine.
Elle voyagea en 1902-1903 en Italie et s'établit à Paris en 1905-1906, où elle étudia à l'Académie de la Grande Chaumière, elle venait alors d'épouser son cousin germain, Boris Anatolievitch Sérébriakov, futur ingénieur des chemins de fer de l'Empire russe. 
Leur fils Alexandre Serebriakov et leur fille Catherine Serebriakova furent également des peintres de renom.

## Premières années de création
Ses premiers tableaux sont marqués par l'influence d'Ilia Répine. Elle a peint la campagne russe et les traditions populaires, avec des formes fréquemment monumentales.. Elle a peint également des portraits et des nus.. En 1909, son Autoportrait à la toilette, d'une modernité surprenante, attira l'attention sur ses créations.

## Après la révolution
Zinaïda Serebriakova se trouvait dans la propriété familiale de Neskoutchnoïe, lorsque éclata la Révolution d'Octobre et sa vie se trouva brutalement transformée. 
Son mari Boris mourut en 1919 du typhus contracté dans les prisons bolchéviques. Ruinée après la confiscation des biens familiaux et sans un sou avec quatre enfants et sa mère malade à charge, elle abandonna l'huile pour dessiner au fusain et au crayon. Elle refusa de dessiner dans le style futuriste en vogue ou de faire les portraits de commissaires politiques puissants. Elle trouva donc un emploi au musée archéologique de Kharkov, où elle était chargée de reproduire les collections du musée. 
Elle décida finalement de déménager à Petrograd en décembre 1920 chez son grand-père. Son grand appartement avait été divisé en chambres communautaires (les kommunalka), mais heureusement avaient été attribuées à des artistes et acteurs de théâtre. Zinaïda en partageant cet appartement communautaire put dessiner leurs portraits et reprendre des forces morales.
Cependant la situation empirant et la ville souffrant de la faim du fait de la guerre civile entre les communistes et les armées blanches, elle se résolut à émigrer à Paris en 1924.

## Paris et Bruxelles

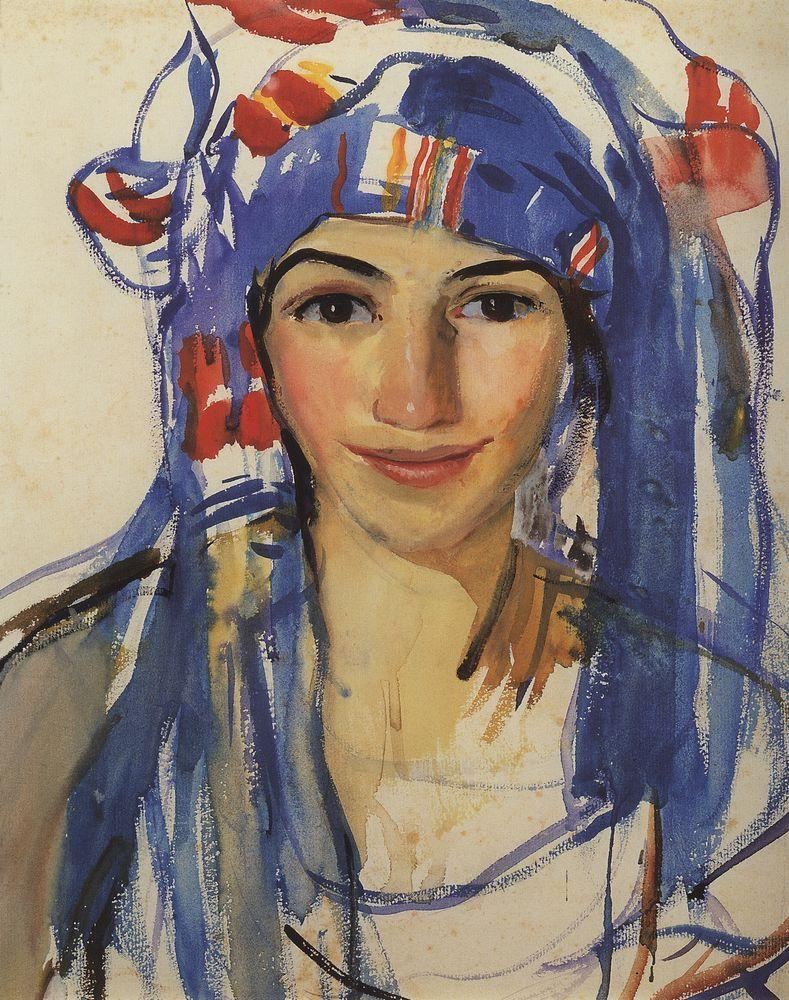
Serebriakova Z., Autoportrait au foulard, 1911.

Arrivée à l'automne 1924 à Paris, où elle reçoit la commande de décorer de grands panneaux, Zinaïda Serebriakova ne peut plus retourner en Russie, où sont restés ses enfants et sa mère (ses deux cadets la rejoindront plus tard). 
Elle profite de voyages en Afrique (sous passeport Nansen) grâce à l'invitation du baron Jean de Brouwer, son mécène belge, en 1928 et en 1930 et se rend au Maroc. Elle est fascinée par les paysages de l'Atlas et dessine des femmes arabes et des paysages aux couleurs vives. 
Elle séjourne avec son mari à Camaret en 1925 et 1926 et revient en Bretagne en 1934, cette fois-ci à Pont-l'Abbé, puis à Lesconil et à partir de 1937 à Concarneau. À cette époque, elle peint un cycle de tableaux voués à la Bretagne et aux marins, représentant aussi de nombreux portraits de Bigoudènes. Elle reçoit la nationalité française en 1947. Après la mort de Staline, elle parvient à reprendre contact par courrier avec ses proches restés en Russie et plus encore à l'époque de Khrouchtchev. 
Une grande exposition rétrospective de ses œuvres se tient en URSS en 1960, après 36 ans d'absence, organisée par sa fille Tatiana, décoratrice au théâtre d'art de Moscou. 
À partir de 1966, ses tableaux sont de plus en plus exposés en Union soviétique, surtout à Moscou, Léningrad et Kyiv. Elle meurt en 1967 à Paris,. Elle est enterrée au cimetière soviétique de Sainte-Geneviève-des-Bois, à côté de Paris.

## Signature et surnoms
Elle signait habituellement ses toiles Z. Serebriakova en caractères latins ou cyrilliques. Elle se faisait aussi appeler à l'ancienne manière française de transcription des noms russes (usitée jusque dans les années 1960) Serebriakoff avec deux f. Ses intimes l'appelaient affectueusement Zika ou Zina. Elle fut la première femme russe à être reconnue comme peintre important.

## Quelques œuvres

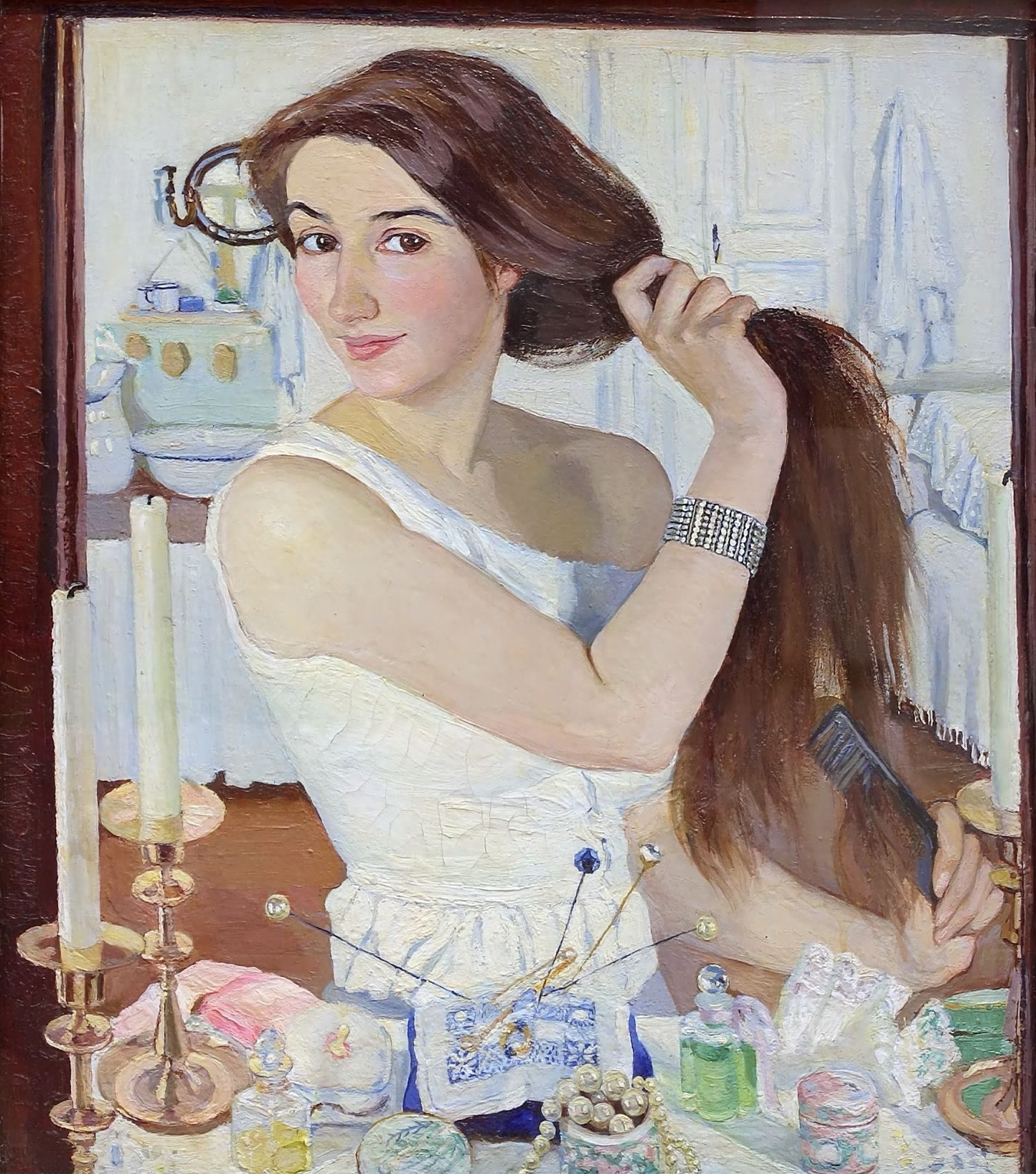
1909, "Autoportrait à la toilette", Moscou, Galerie Tretiakov
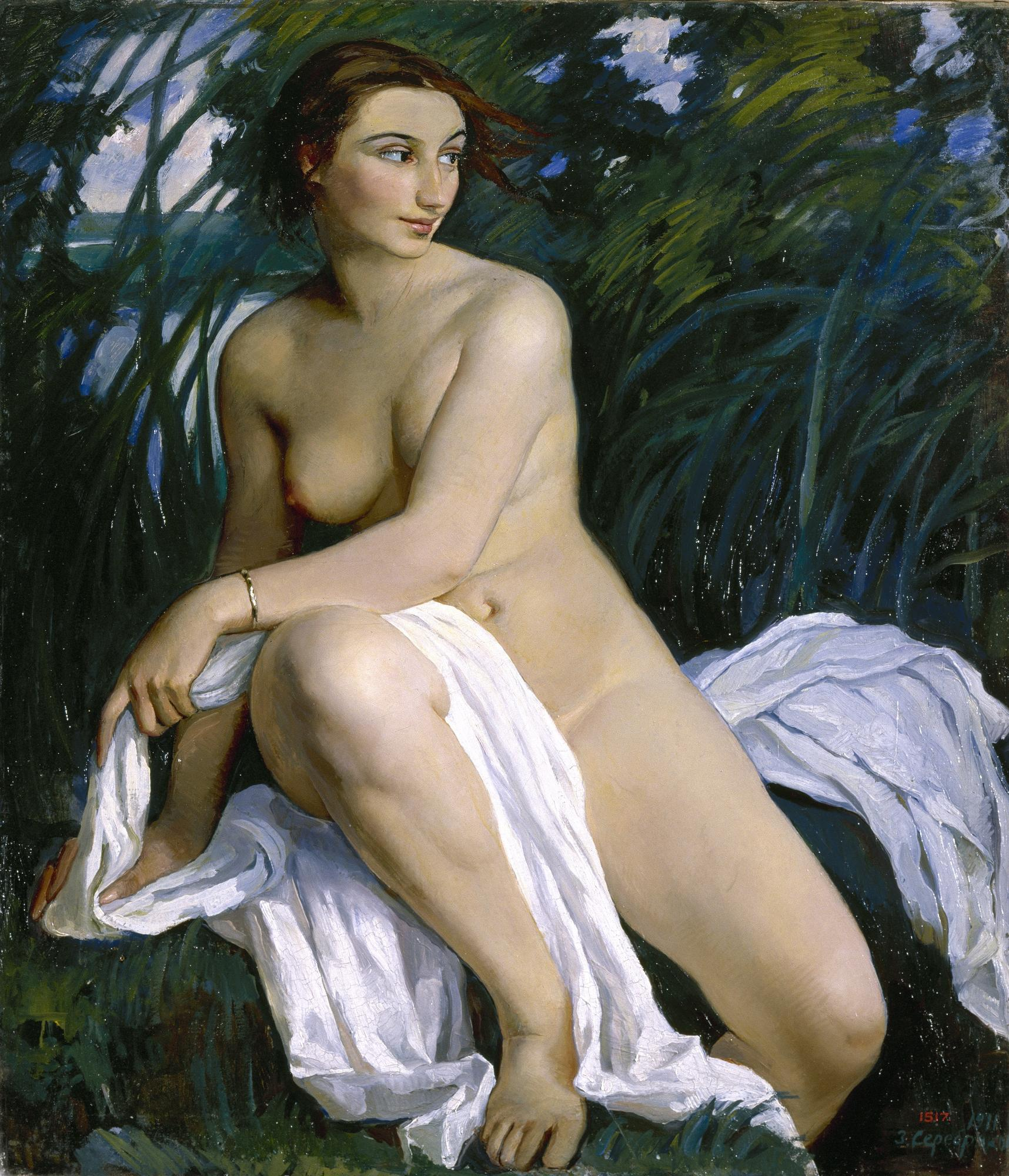
1911, "La baigneuse", Saint-Pétersbourg, Musée russe
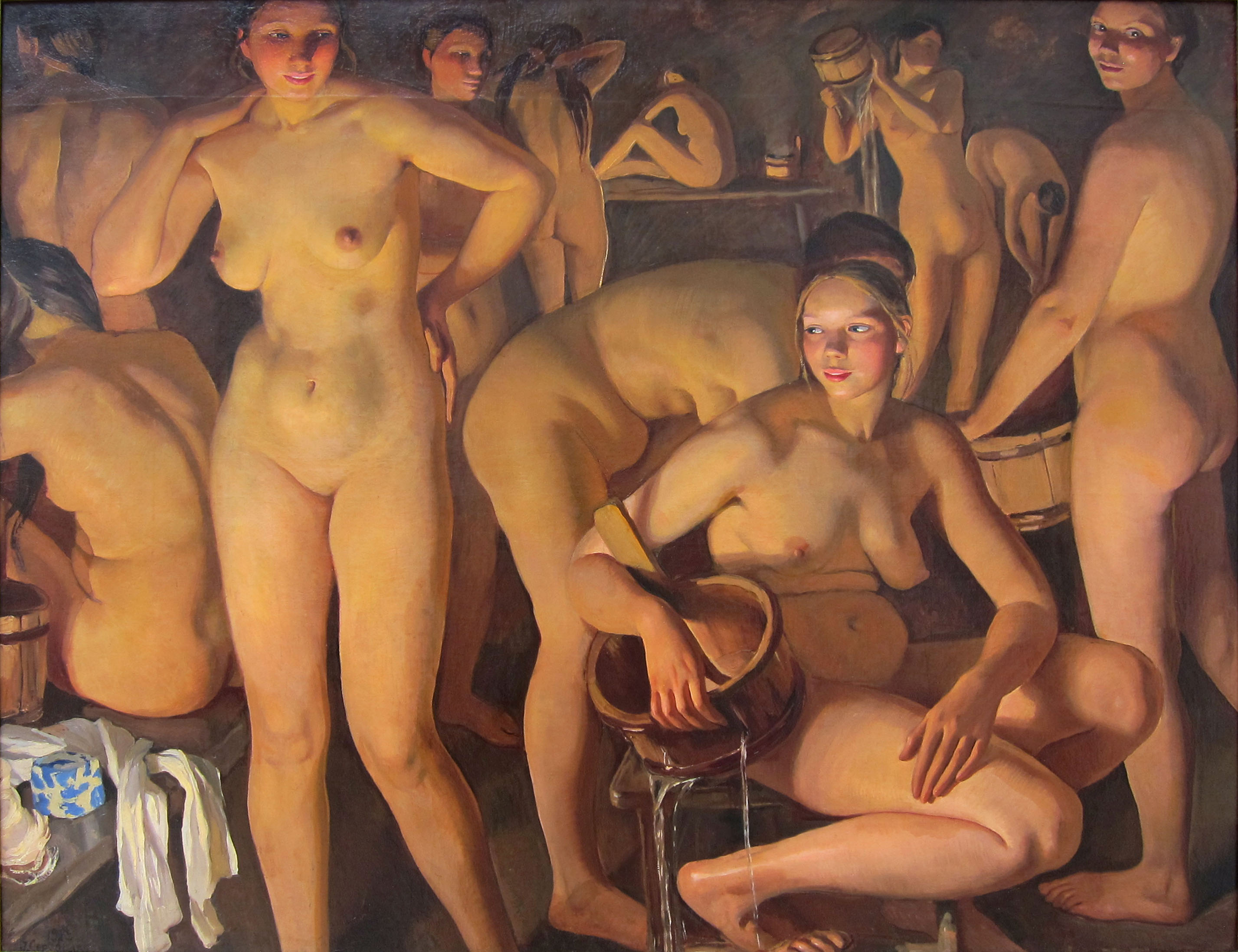
1913, "Les bains", Saint-Pétersbourg, Musée russe
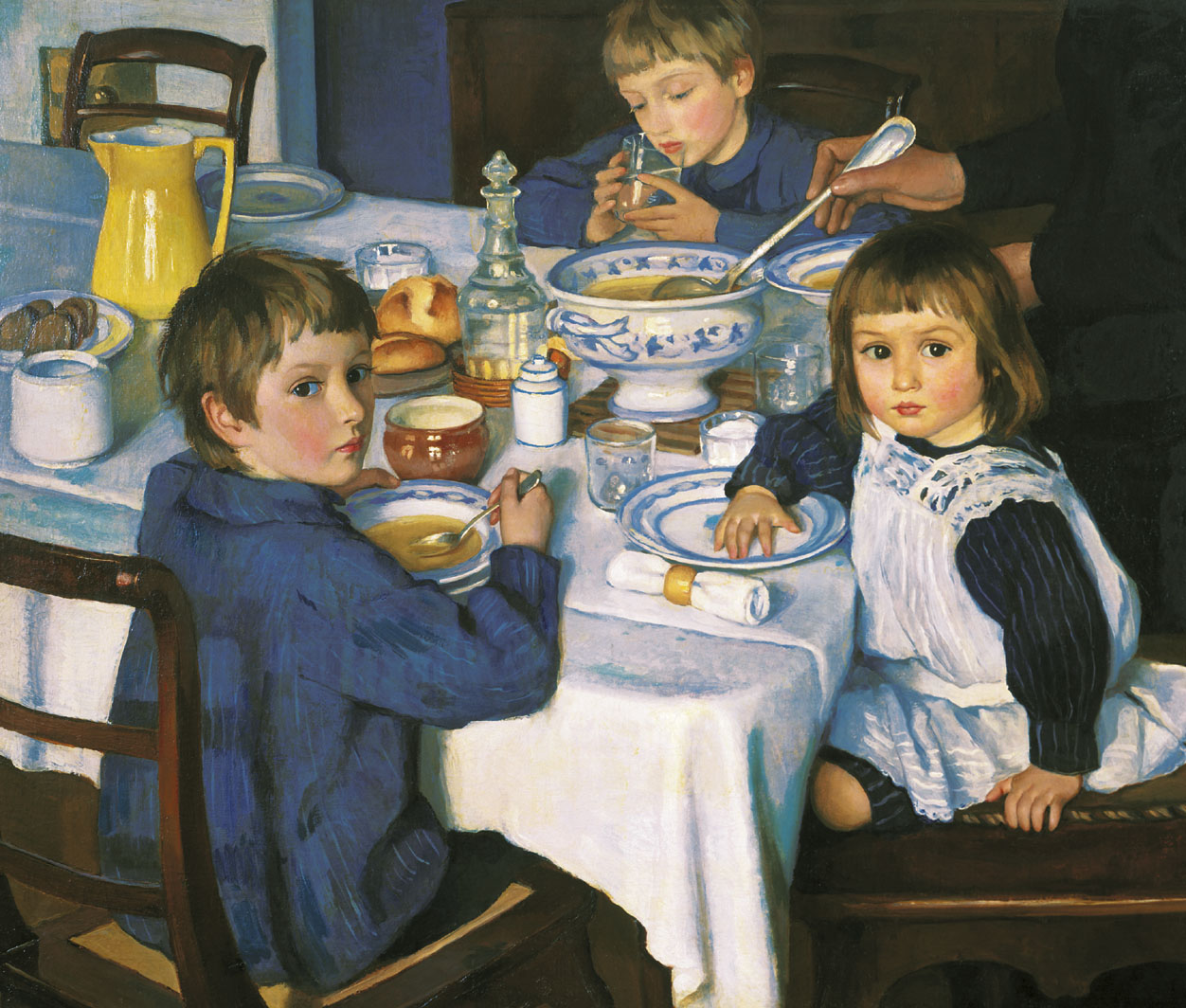
1914, "'Au déjeuner", Moscou, Galerie Tretiakov

| Titre                                                     | Année | technique            | Visible |
| --------------------------------------------------------- | ----- | -------------------- | --- |
| Autoportrait à la toilette                                | 1909  |                      | galerie Tretiakov |
| Autoportrait au foulard                                   | 1911  |                      | |
| La Baigneuse                                              | 1911  |                      | Musée russe de Saint-Petersbourg |
| Fille avec bougie (autoportrait)                          | 1911  |                      | |
| Bania                                                     | 1913  |                      | Musée russe de Saint-Pétersbourg |
| Au déjeuner                                               | 1914  |                      | galerie Tretiakov) |
| La Moisson                                                | 1915  |                      | Musée d'Odessa |
| Les Blanchisseuses                                        | 1917  |                      | galerie Tretiakov |
| Portrait du peintre Dimitri Bouchène                      | 1922  |                      | |
| Plage près de Camaret                                     | 1925  | gouache              | Les œuvres françaises sont conservées à la Fondation Sérébriakoff, à Paris et reproduites dans le livre Musée départemental breton, Peintres russes en Bretagne, Quimper, Éditions Palantines, 2006 (ISBN 2-911434-56-0) |
| Les Tas de Pois                                           | 1925  | gouache              | Les œuvres françaises sont conservées à la Fondation Sérébriakoff, à Paris et reproduites dans le livre Musée départemental breton, Peintres russes en Bretagne, Quimper, Éditions Palantines, 2006 (ISBN 2-911434-56-0) |
| Femme de Camaret faisant du crochet                       | 1926  | pastel               | Les œuvres françaises sont conservées à la Fondation Sérébriakoff, à Paris et reproduites dans le livre Musée départemental breton, Peintres russes en Bretagne, Quimper, Éditions Palantines, 2006 (ISBN 2-911434-56-0) |
| Peintre dessinant la plage à Camaret-sur-Mer              | 1926  | gouache sur carton   | Les œuvres françaises sont conservées à la Fondation Sérébriakoff, à Paris et reproduites dans le livre Musée départemental breton, Peintres russes en Bretagne, Quimper, Éditions Palantines, 2006 (ISBN 2-911434-56-0) |
| Portrait d'Anne Cornu (Camaret)                           | 1926  | pastel               | Les œuvres françaises sont conservées à la Fondation Sérébriakoff, à Paris et reproduites dans le livre Musée départemental breton, Peintres russes en Bretagne, Quimper, Éditions Palantines, 2006 (ISBN 2-911434-56-0) |
| Le marché à Pont-l'Abbé                                   | 1934  | gouache              | Les œuvres françaises sont conservées à la Fondation Sérébriakoff, à Paris et reproduites dans le livre Musée départemental breton, Peintres russes en Bretagne, Quimper, Éditions Palantines, 2006 (ISBN 2-911434-56-0) |
| La place du marché à Pont-l'Abbé                          | 1934  | pastel               | Les œuvres françaises sont conservées à la Fondation Sérébriakoff, à Paris et reproduites dans le livre Musée départemental breton, Peintres russes en Bretagne, Quimper, Éditions Palantines, 2006 (ISBN 2-911434-56-0) |
| Femme de Pont-l'Abbé en costume traditionnel              | 1934  | pastel sur papier    | Les œuvres françaises sont conservées à la Fondation Sérébriakoff, à Paris et reproduites dans le livre Musée départemental breton, Peintres russes en Bretagne, Quimper, Éditions Palantines, 2006 (ISBN 2-911434-56-0) |
| Bigoudène près de son lit ou Bigoudène les mains croisées | 1934  | pastel sur papier    | Les œuvres françaises sont conservées à la Fondation Sérébriakoff, à Paris et reproduites dans le livre Musée départemental breton, Peintres russes en Bretagne, Quimper, Éditions Palantines, 2006 (ISBN 2-911434-56-0) |
| Bretonne (Bigoudène) avec son enfant                      | 1934  | pastel sur papier    | Les œuvres françaises sont conservées à la Fondation Sérébriakoff, à Paris et reproduites dans le livre Musée départemental breton, Peintres russes en Bretagne, Quimper, Éditions Palantines, 2006 (ISBN 2-911434-56-0) |
| Maison à la Vierge à Pont-l'Abbé                          | 1934  | gouache et aquarelle | Les œuvres françaises sont conservées à la Fondation Sérébriakoff, à Paris et reproduites dans le livre Musée départemental breton, Peintres russes en Bretagne, Quimper, Éditions Palantines, 2006 (ISBN 2-911434-56-0) |
| Intérieur de l'église de Pont-l'Abbé                      | 1934  | gouache et aquarelle | Les œuvres françaises sont conservées à la Fondation Sérébriakoff, à Paris et reproduites dans le livre Musée départemental breton, Peintres russes en Bretagne, Quimper, Éditions Palantines, 2006 (ISBN 2-911434-56-0) |
| Denis Larzul, pêcheur à Lesconil                          | 1934  | pastel               | Les œuvres françaises sont conservées à la Fondation Sérébriakoff, à Paris et reproduites dans le livre Musée départemental breton, Peintres russes en Bretagne, Quimper, Éditions Palantines, 2006 (ISBN 2-911434-56-0) |
| Marché de Lesconil                                        | 1934  | pastel               | Les œuvres françaises sont conservées à la Fondation Sérébriakoff, à Paris et reproduites dans le livre Musée départemental breton, Peintres russes en Bretagne, Quimper, Éditions Palantines, 2006 (ISBN 2-911434-56-0) |
| Bretonne de Concarneau                                    | 1937  | pastel               | Les œuvres françaises sont conservées à la Fondation Sérébriakoff, à Paris et reproduites dans le livre Musée départemental breton, Peintres russes en Bretagne, Quimper, Éditions Palantines, 2006 (ISBN 2-911434-56-0) |